# 제 세르지우
제 세르지우(1957년 3월 8일 ~ )는 브라질의 은퇴한 축구 선수이다.

## 국가대표 경력
그는 1978년 브라질대표팀에 데뷔했다. 그는 1978년 FIFA 월드컵 대표 선수로 선발되었다. 그는 국제 A매치 25경기에 출전해서 5골을 득점하였다.

## 통계
| 브라질 | 브라질 | 브라질 |
| 연도   | 출전   | 골     |
| ------ | ------ | ------ |
| 1978   | 2      | 0      |
| 1979   | 6      | 0      |
| 1980   | 8      | 4      |
| 1981   | 9      | 1      |
| 합계   | 25     | 5      |